# Son Gokū
Son Gokū (jap. 孫悟空 Son Gokū)  – postać fikcyjna, bohater serii anime i mangi Dragon Ball. Postać została stworzona przez Akirę Toriyamę. Jego przygody ukazywały się oryginalnie na łamach magazynu Weekly Shōnen Jump w latach 1984–1995, później zaś zostały wydane w formie 42 tomów (tankōbon), wydawanych przez Shūeisha. Pierwszy raz pojawił się w historii pod tytułem Bulma i Son Gokū.
Inspiracją dla postaci Son Gokū była znana z mitologii chińskiej postać Sun Wukonga (powszechnie znanego jako „Małpi król”), która została rozpowszechniona za sprawą szesnastowiecznego eposu autorstwa Wu Cheng’ena pod tytułem Wędrówka na Zachód.
W anime głosu postaci użycza Masako Nozawa, zaś w polskim dubbingu byli to Krzysztof Banaszyk oraz Sebastian Perdek.

## Opis postaci
Urodził się jako Kakarotto (jap. カカロット) na planecie o nazwie Vegeta, zamieszkałej przez wojowniczą rasę Saiyan. Był synem Bardocka i Gine. Miał brata o imieniu Raditz. Jako dziecko został wysłany na Ziemię, aby nią zawładnąć. Z początku agresywny malec doznaje ciężkiego upadku, podczas którego mocno uderza się w głowę. Wydarzenie to powoduje utratę pamięci oraz zmianę charakteru. Mały i spokojny już Gokū w najbliższym czasie nieumyślnie zabija przybranego dziadka Son Gohana, zmieniając się w czasie pełni Księżyca w wielką, niszczącą wszystko wokół i nie panującą nad sobą małpę Ōzaru (przemiana ta jest charakterystyczną cechą jego rasy). Po śmierci dziadka prowadzi życie w odosobnieniu, do chwili gdy poznaje młodą dziewczynę o imieniu Bulma. Po pewnym czasie, pełnym przygód, chłopiec zaczyna trenować w Kame House, gdzie jego mistrzem zostaje Kamesen'nin (w polskiej wersji: Genialny Żółw). Uwielbia jeść i pić.
Kilkakrotnie bierze udział w turniejach sztuk walki Tenkaichi Budokai, w jednym z nich zdobywając mistrzowski tytuł. Ratuje też świat, raz po raz zwiększając swoje możliwości. Prawdopodobnie staje się najpotężniejszym wojownikiem we wszechświecie.
Goku walczy z takimi przeciwnikami jak: Piccolo Daimaō (w polskiej wersji: Szatan Serduszko Sr.), Vegeta, Freezer (w polskiej wersji: Frezer), Cell (w polskiej wersji: Komórczak), cyborgi, Buu (w polskiej wersji: Buu Buu), legendarnym Super-Saiyaninem, czyli Brolly, z super C17, z siedmioma smokami (z każdym osobno i ze wszystkim razem, najpotężniejszy ze wszystkich smoków był Li-Shenron).

### Wygląd
Goku ma burzę czarnych włosów i czarne oczy. Jako dziecko, podobnie jak inni przedstawiciele jego rasy, posiadał ogon. Nosi granatową podkoszulkę i pas, pomarańczowe spodnie i bluzkę (pomarańczowy najczęściej jest kojarzona przez Japończyków z bohaterami). Jako dorosły dalej posiada bujną czarną fryzurę, lecz nie posiada już ogona (został odcięty). Jego wygląd zmienia się zależnie od poziomu Super Sayian. Podczas poziomu SSJ i SSJ2 jego włosy zmieniają kolor na blond. W SSJ3 jego włosy rosną aż do pasa, natomiast w SSJ4 wracają z powrotem do koloru czerni, jego oczy zyskują czerwonego zarysu, zyskuje z powrotem ogon oraz czerwone owłosienie na torsie. W Dragon Ball Super Son Goku osiąga dwa następujące poziomy: Boski Super Sayianin ze szczupułą sylwetką i czerwonymi włosami oraz Niebieski Super Sayianin jak sama nazwa wskazuje w tej formie bohater posiada włosy jak SSJ tyle, że są niebieskie. Kolejną przemianą która nie jest poziomem mocy Sayianinów jest Ultra Instynkt, w której Son Goku posiada białe włosy.

### Charakter
Pierwotnie został wysłany na ziemię w celu jej zniszczenia. Od czasu lądowania był nieznośny do chwili, gdy upadł i uderzył się w głowę. Od czasu wypadku aż po kres Dragon Balla był miły, dość spokojny, ale i rozważny.

## Odbiór
Według rankingu z 2009 roku przeprowadzonego przez opiniotwórczy serwis IGN, Son Goku jest najlepszym bohaterem anime wszech czasów. Pięć lat później ten sam serwis zaklasyfikował go na piątym miejscu. Son Goku regularnie plasował się na wysokich miejscach w klasyfikacji najlepszego męskiego bohatera anime w cyklu Anime Grand Prix miesięcznika Animage – zajmował odpowiednio: drugie miejsce w 1989, trzecie w 1991 i czwarte w 1992.